# Rolf Ericson

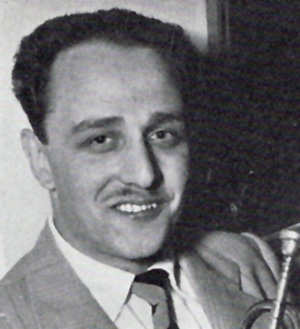
Ericson in 1955

Rolf Ericson, bijnaam "Roffe" (Stockholm, 29 augustus 1922 — aldaar, 16 juni 1997) was een Zweedse jazz-trompettist en bugelist, die veel voor bigbands heeft gespeeld. Hij was acht jaar lid van het orkest van Duke Ellington. Ericson speelde bop en swing.

## Biografie
Nadat hij in 1933 Louis Armstrong in Stockholm zag spelen, koos Ericson voor de jazz. Hij begon zijn loopbaan in 1945 door te spelen voor dansorkesten en bigbands, waarbij hij onder meer Alice Babs begeleidde. In 1947 ging hij naar New York, waar hij achtereenvolgens werk vond bij Charlie Barnet en Woody Herman. Hij speelde onder meer kort met bebop-saxofonist Charlie Parker, keerde in 1950 terug naar zijn geboorteland en had daar kort een eigen groep. Hij nam op met Leonard Feathers Swinging Swedes. Hij begeleidde Parker toen die in Europa toerde. In 1953 was hij weer terug in Amerika waar hij actief was in de bigbands van Charlie Spivak, Harry James, de gebroeders Dorsey en Les Brown. Ook speelde hij in de Lighthouse All Stars onder leiding van Howard Rumsey. Na een kort verblijf in Zweden in 1956, werkte hij in talloze groepen en met vele musici, waaronder Dexter Gordon, Harold Land, Stan Kenton, Maynard Ferguson, Buddy Rich, Benny Goodman, Gerry Mulligan, Max Roach en Charles Mingus.  In de periode 1963-1971 speelde hij in het orkest van Ellington. Eind jaren zeventig, begin jaren tachtig werkte hij bij de bigband van Al Porcino.
Rolf Ericson heeft verschillende platen gemaakt, waaronder een met de Nederlandse pianist Lex Jasper. Ook is hij te horen op albums van anderen, zoals Rich, Mingus, Kenton, Parker, Ellington, Curtis Counce, Friedrich Gulda, Jack Constanzo, Rod Levitt, Stan Hasselgard, Quincy Jones en Art Farmer.

## Discografie (selectie)
als leider:
- Miles Away 1950-1952, Dragon, 2010
- Rolf Ericson & the American All Stars 1956, Dragon, 1996
- Don't Get Around Much Anymore - Live at Bullerbyn, Polydor, 1975
- The Berlin Session (met Johnny Griffin, opnames 1978), Jazz Lips, 2010
- Stockholm Sweetnin'' (opnames 1984 en 1985), Dragon, 1985
- My Foolish Heart Duo (met Lex Jasper, opnames 1989), Interplay, 1995
- Play Ellington & Strayhorn, (met Lennart Åborg), Sittel, 1995